# Sân vận động Costières
Sân vận động Costières (tiếng Pháp: Stade des Costières) là một sân vận động bóng đá ở Nîmes, Pháp. Hiện tại, đây là sân nhà của Nîmes Olympique. Sân có sức chứa 18.364 người và được khánh thành vào năm 1989.